# Smartvote
Smartvote est un système informatique d'aide au vote suisse lancé en 2003.

## Description
Le système d'aide au vote Smartvote voit le jour en 2003, à l'initiative d'un groupe d'étudiants en sciences politiques des universités de Berne et de Fribourg qui se constitue en association sans but lucratif, Politools. Le quotidien Le Temps en est un des partenaires,,,.
Reposant sur un questionnaire (une version rapide et une version longue) portant sur des sujets de l'actualité politique, il permet de comparer gratuitement ses positions politiques à celles de candidats et propose un classement de ceux-ci et des partis par affinité avec ses propres convictions. Il permet aussi d'établir un profil graphique de son positionnement politique sous la forme d'une toile d'araignée, appelé « smartspider », et de le comparer aux candidats,,.

## Succès et critiques
Smartvote est la plateforme de vote la plus utilisée en Suisse. Dès l'année de son lancement, en 2003, quelque 250 000 personnes et 11 % des votants la consultent et près de 50 % des candidats répondent au questionnaire, dont 70 % des sortants,. La quasi-totalité (97 %) des candidats au Conseil national répondent au questionnaire en 2007 et près d'un million de recommandations de votes sont établies pour cette élection. Lors des élections fédérales de 2015, 20 % des électeurs y recourent et 90 % des candidats élus avaient rempli le questionnaire.
L'outil est critiqué, notamment sur la gauche de l'échiquier politique, pour son manque de nuances dans les réponses aux questions posées voire son côté réducteur, pour la non-prise en compte des sujets qui apparaissent en cours de campagne et pour encourager les votes individuels et le panachage au lieu des votes pour la liste d'un parti,,,. 
Le fait qu'il soit payant pour les candidats élus et pour les partis (en fonction du nombre de sièges obtenus) est aussi dénoncé. 